# Гидравлический удар
Гидравли́ческий уда́р (гидроудар) — скачок давления в какой-либо системе, заполненной жидкостью, вызванный быстрым изменением скорости потока этой жидкости. Может возникать вследствие резкого закрытия или открытия задвижки. В первом случае гидроудар называют положительным, во втором — отрицательным. Особо опасен положительный гидроудар. При положительном гидроударе несжимаемую жидкость следует рассматривать как сжимаемую. Гидравлический удар способен вызывать образование продольных трещин в трубах, что может привести к их расколу, или повреждению других элементов трубопровода. Также гидроудары чрезвычайно опасны и для другого оборудования, такого как теплообменники, холодильные компрессоры, насосы и сосуды, работающие под давлением.
Гидроударом ошибочно называют ситуацию, когда надпоршневое пространство в поршневом двигателе заполняется жидкостью, которую поршень пытается сжать. Это приводит к внезапной остановке и поломке мотора с существенными повреждениями — излому шатуна или штока, обрыву шпилек головки цилиндра, разрыву прокладки. Правильнее это называть «попадание несжимаемого объекта в рабочий объём двигателя», так как для двигателя не имеет значение, была это жидкость или твердое тело.

## Общие сведения

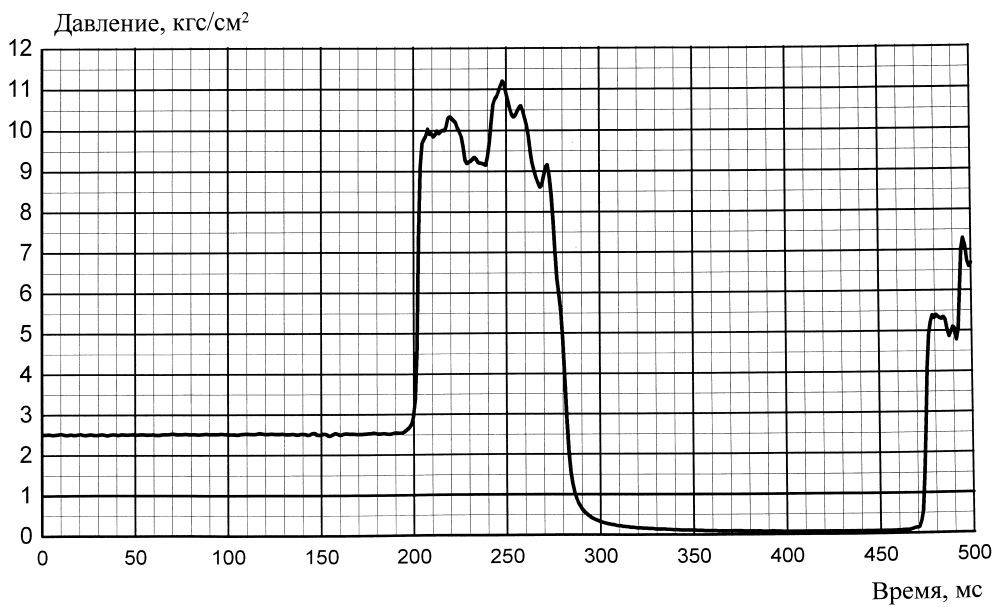
Пример экспериментальной зависимости давления от времени при гидравлическом ударе после резкого закрытия задвижки в трубопроводе. Видно понижение давления ниже атмосферного во время фазы разрежения.

Явление гидравлического удара количественно описал в 1897—1899 г. Н. Е. Жуковский. Увеличение давления при гидравлическом ударе определяется в соответствии с его теорией по формуле:
{\displaystyle D_{p}=\rho (v_{0}-v_{1})c},
где {\displaystyle D_{p}} — увеличение давления в Н/м²,
{\displaystyle \rho } — плотность жидкости в кг/м³,
{\displaystyle v_{0}} и {\displaystyle v_{1}} — средние скорости в трубопроводе до и после закрытия задвижки (запорного клапана) в м/с,
с — скорость распространения ударной волны вдоль трубопровода.
Эту формулу можно получить, исходя из закона сохранения импульса: {\displaystyle D_{p}St=\rho S(v_{0}-v_{1})ct}, где {\displaystyle S} — поперечное сечение трубопровода. 
Жуковский доказал, что скорость распространения ударной волны c находится в прямо пропорциональной зависимости от сжимаемости жидкости, величины деформации стенок трубопровода, определяемой модулем упругости материала E, из которого он выполнен, а также от диаметра трубопровода.
Следовательно, гидравлический удар не может возникнуть в трубопроводе, содержащем газ, так как газ легко сжимаем.
Зависимость между скоростью ударной волны c, её длиной и временем распространения (L и {\displaystyle \tau } соответственно) выражается следующей формулой:
{\displaystyle c=2L/\tau }

## Виды гидравлических ударов
В зависимости от времени распространения ударной волны {\displaystyle \tau } и времени перекрытия задвижки (или другой запорной арматуры) t, в результате которого возник гидроудар, можно выделить 2 вида ударов:
- Полный (прямой) гидравлический удар, если t < {\displaystyle \tau }

- Неполный (непрямой) гидравлический удар, если t > {\displaystyle \tau }

При полном гидроударе фронт возникшей ударной волны движется в направлении, обратном первоначальному направлению движения жидкости в трубопроводе. Его дальнейшее направление движения зависит от элементов трубопровода, расположенных до закрытой задвижки. Возможно и повторное неоднократное прохождения фронта волны в прямом и обратном направлениях.
При неполном гидроударе фронт ударной волны не только меняет направление своего движения на противоположное, но и частично проходит далее сквозь не до конца закрытую задвижку.

## Расчет гидравлического удара
Прямой гидравлический удар бывает тогда, когда время закрытия задвижки t3 меньше фазы удара T, определяемой по формуле:
{\displaystyle T={\frac {2l}{Cu}}}
Здесь {\displaystyle l} — длина трубопровода от места удара до сечения, в котором поддерживается постоянное давление, {\displaystyle Cu} — скорость распространения ударной волны в трубопроводе, определяется по формуле Н. Е. Жуковского, м/с:
{\displaystyle Cu={\sqrt {\frac {E}{p}}}{\frac {1}{\sqrt {1+{\frac {E}{Etr}}{\frac {D}{h}}k}}}}
где {\displaystyle E} — модуль объемной упругости жидкости, {\displaystyle p} — плотность жидкости, {\displaystyle {\sqrt {\frac {E}{p}}}} — скорость распространения звука в жидкости, {\displaystyle Etr} — модуль упругости материала стенок трубы, {\displaystyle D} — диаметр трубы, {\displaystyle h} — толщина стенок трубы.
Для воды отношение {\displaystyle {\frac {E}{Etr}}} зависит от материала труб и может быть принято; для стальных — 0.01; чугунных — 0.02; ж/б — 0.1—0.14; асбестоцементных — 0.11; полиэтиленовых — 1—1.45
Коэффициент {\displaystyle k} для тонкостенных трубопроводов применяется (стальные, чугунные, а/ц, полиэтиленовые) равным 1. Для ж/б 
{\displaystyle k={\frac {1}{1+9.5a}}},
{\displaystyle a={\frac {f}{h}}} коэффициент армирования кольцевой арматурой ({\displaystyle f} — площадь сечения кольцевой арматуры на 1 м длины стенки трубы). Обычно a=0.015—0.05.
Повышение давления при прямом гидравлическом ударе определяется по формуле:
{\displaystyle P=pCuVo}
где {\displaystyle Vo} — скорость движения воды в трубопроводе до закрытия задвижки.
Если время закрытия задвижки больше фазы удара (t3>Т), такой удар называется непрямым. В этом случае дополнительное давление может быть определено по формуле:
{\displaystyle P={\frac {2pVol}{t3}}}
Результат действия удара выражают также величиной повышения напора H, которая равна:
при прямом ударе {\displaystyle H={\frac {CuVo}{g}}}
при непрямом {\displaystyle H={\frac {2Vol}{gt3}}}

## Способы предотвращения возникновения гидравлических ударов
- Исходя из формулы Жуковского (определяющей увеличение давления при гидроударе) и величин, от которых зависит скорость распространения ударной волны, для ослабления силы этого явления или его полного предотвращения можно уменьшить скорость движения жидкости в трубопроводе, увеличив его диаметр.
- Для ослабления силы этого явления следует увеличивать время закрытия затвора
- Установка демпфирующих устройств

## Примеры

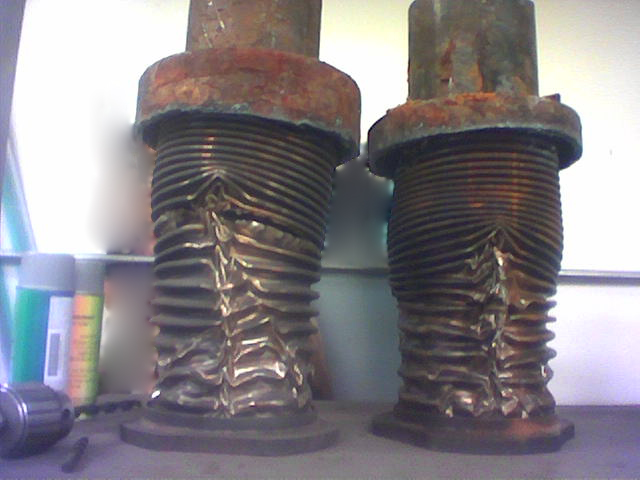
Температурные компенсаторы паропровода, повреждённые вследствие гидравлического удара

Наиболее простым примером возникновения гидравлического удара является пример трубопровода с постоянным напором и установившимся движением жидкости, в котором была резко перекрыта задвижка или закрыт клапан.
В скважинных системах водоснабжения гидроудар, как правило, возникает, когда ближайший к насосу обратный клапан расположен выше статического уровня воды более чем на 9 метров или имеет утечку, в то время как расположенный выше следующий обратный клапан держит давление.
В обоих случаях в стояке возникает частичное разрежение. При следующем пуске насоса вода, протекающая с очень большой скоростью, заполняет вакуум и соударяется в трубопроводе с закрытым обратным клапаном и столбом жидкости над ним, вызывая скачок давления и гидравлический удар. Такой гидравлический удар способен вызвать образование трещин в трубах, разрушить трубные соединения и повредить насос и/или электродвигатель.
Гидроудар может возникать в системах объёмного гидропривода, в которых используется золотниковый гидрораспределитель. В момент перекрытия золотником одного из каналов, по которым нагнетается жидкость, этот канал на короткое время оказывается перекрытым, что влечёт за собой возникновение явлений, описанных выше.
Во время шторма на море волны, ударяющие в стену набережной, вызывают всплески высотой, в десятки раз больше высоты волн на море. 